# Grisel
Grisel és un municipi d'Aragó situat a la província de Saragossa i enquadrat a la comarca de Tarassona i el Moncayo.